# Fillols
Fillols (em catalão:  Fillols) é uma comuna francesa na região administrativa da Occitânia, no departamento dos Pirenéus Orientais. Estende-se por uma área de 8.40 km², e possui 187 habitantes, segundo o censo de 2018, com uma densidade de 22 hab/km².